# Обыкновенная белка
Обыкнове́нная бе́лка, или ве́кша (лат. Sciurus vulgaris, «белка обыкновенная») — грызун из семейства беличьих. Единственный представитель рода белок в фауне России.
В разговорной речи и художественной литературе часто обозначается как «рыжая белка», что приводит к путанице, так как в США и Канаде этим же термином обозначается красная белка — представитель рода Tamiasciurus.

## Внешний вид
Это мелкий зверёк типично беличьего облика, с вытянутым стройным телом и пушистым хвостом с «расчёсом». Длина её тела 19,5—28 см, хвоста — 13—19 см (примерно 2/3 длины тела); масса 250—340 г. Голова округлая, с большими чёрными глазами. Уши длинные, с кисточками, особенно выраженными в зимний период. На мордочке, передних лапах и брюхе растут чувствительные вибриссы. Задние конечности заметно длиннее передних. Пальцы цепкие, с острыми когтями. Волосы по бокам хвоста достигают длины 3—6 см, отчего хвост имеет уплощённую форму.
Зимний мех у белки высокий (высота волосков зимнего меха достигает 20-30 мм), мягкий и пушистый, летний — более жёсткий, редкий и короткий. Окрас беличьего меха чрезвычайно разнообразен — от пепельно-светло-серого до тёмно-серого. По изменчивости окраски белка держит одно из первых мест среди животных Палеарктики. Её окраска меняется сезонно, по подвидам и даже в пределах одной популяции. Сильно выражена и индивидуальная изменчивость окраса. Летом в окраске преобладают рыжие, бурые или тёмно-бурые тона; зимой — серые и чёрные, иногда с коричневым оттенком. Брюшко светлое или белое. Встречаются белки-меланисты с совершенно чёрным мехом и альбиносы, а также пегие белки, мех которых покрыт белыми пятнами. По зимней окраске хвоста белки делятся на «краснохвосток», «бурохвосток» и «чёрнохвосток». В степных борах Западной Сибири встречаются белки-серохвостки.
Размеры белок уменьшаются от горных районов к равнинным (западносибирские белки (к востоку от Енисея) — довольно крупные; европейские — среднего размера), размеры черепа — с юга на север, а окраска светлеет по направлению к центру ареала. Чёрные и коричневые тона зимнего меха у карпатских, дальневосточных и маньчжурских подвидов сменяются голубовато- и пепельно-серыми, наиболее выраженными у белок-телеуток. Одновременно в том же направлении увеличивается площадь белого поля брюшка и возрастает процент «краснохвосток».

### Линька
Белка линяет 2 раза в год, за исключением хвоста, который линяет один раз в год. Весенняя линька протекает главным образом в апреле—мае, а осенняя — с сентября по ноябрь. Сроки линьки сильно зависят от кормовых и метеорологических условий данного года. В урожайные годы линька начинается и заканчивается раньше, в плохие сильно задерживается и растягивается. Весенняя линька идёт c головы до корня хвоста; осенняя — в обратном порядке. Взрослые самцы начинают линять раньше, чем самки и сеголетки. Линька у белок, как и у всех других млекопитающих, вызвана изменением длины светового дня, что влияет на деятельность гипофиза. Выделяемый гипофизом тиреотропный гормон влияет на активность щитовидной железы, под действием гормона которой происходит линька.

## Таксономия и распространение
Белка обыкновенная распространена в бореальной зоне Евразии от побережья Атлантики до Камчатки, Сахалина и Японии (о. Хоккайдо). Успешно акклиматизирована в Крыму, на Кавказе и Тянь-Шане. Описано более 40 подвидов белки обыкновенной, отличающихся друг от друга особенностями окраски. Всего на 1995 г. описано более 40 подвидов, притом до 20 — с территории б. СССР. Ископаемые остатки обыкновенной белки на территории бывшего СССР известны с позднего плейстоцена.

### Белка на территории России
Белка обыкновенная живёт во всех лесах Европейской части России, Сибири и Дальнего Востока. Около 1923—1924 гг. (по другим данным, около 1929 г.) появилась на Камчатке, где сейчас обычна.
Северная граница распространения белки совпадает с северной границей высокоствольного леса: начинается на северо-западе России у г. Колы, идёт по Кольскому полуострову, затем от г. Мезень через Усть-Цильму и Усть-Усу к Северному Уралу, от Уральского хребта до среднего течения р. Анадырь, а оттуда на юго-запад по берегам Охотского и Японского морей до Сахалина и Кореи. Южная граница на западе примерно совпадает с южной границей лесостепи, но у южной оконечности Уральского хребта резко поворачивает на север к Шадринску, затем идёт через Омск и северный Казахстан (Павлодар, Семипалатинск) к южному Алтаю. Остальная часть южного ареала относится к МНР, северо-восточному Китаю, Корее и Японии. С конца 1930-х гг. (по другим данным, с 1950-х гг.) белка неоднократно расселялась в горах Кавказа, Крыма и Тянь-Шаня, в островных лесах Центрального Казахстана, а также в Могилёвской, Брянской и Ростовской областях.
На территории России распространены следующие подвиды белки обыкновенной:
- Sciurus vulgaris varius Brisson, 1899 — северопевропейская белка. Зимой обычна светлая голубовато-серая окраска с бурым хвостом. Много краснохвостых (до 30 %) и красноухих экземпляров. Распространение: Кольский полуостров, Карелия.
- Sciurus vulgaris formosovi Ognev, 1935 — белка Формозова. Зимний мех чисто-серый, спина с тёмно-серой рябью. Обычны бурохвостки. Распространение: северо-восток Европейской части России к югу до Новгорода и Перми, бассейны Северной Двины и Печоры.
- Sciurus vulgaris ognevi Migulin, 1928 — среднерусская белка. Окрас зимнего меха от серого с примесью палевых тонов (еловки) до пепельно-серого (сосновки); летнего — от буро-коричневого до охристо-ржавого. Краснохвосток не менее 25—30 %. Распространение: на севере — до Новгорода, на западе — до Пскова, Великих Лук, Торжка, Вязьмы и Калуги, к югу — до Тулы, Пензы, Сызрани, Елабуги, на востоке — по р. Кама до Перми.
- Sciurus vulgaris fedjuschini Ognev, 1935 — белка Федюшина. Мех грубее, чем у среднерусской белки, зимняя окраска тёмнее и более грязного, бурого тона. Распространение: северная Белоруссия и западные области России, к северу до Великих Лук, к востоку до линии между Смоленском, Вязьмой и Рославлем.
- Sciurus vulgaris ukrainicus Migulin, 1928 — украинская белка. Отличается от среднерусской белки большей величиной и преобладанием коричнево-ржавых тонов в зимнем меху. Краснохвосток до 70 %. Распространение: север Украины (Полтавская и Харьковская обл.) и прилегающие районы России (Смоленская и Воронежская обл.).
- Sciurus vulgaris bashkiricus Ognev, 1935 — башкирская белка. Зимний мех светлый, от палево-серого до голубовато-серого с серой рябью; летний — охристо-красновато-серый. Распространение: Оренбургская область, Башкортостан, Средний и отчасти Северный Урал.
- Sciurus vulgaris exalbidus Pallas, 1778 — белка-телеутка. Самый крупный подвид (длина шкурок достигает 33 см[3]) с очень густым мехом. Зимний мех очень светлого, серебристо-серого тона с сероватой рябью; хвост бледно-серый с примесью чёрноватых и желтовато-ржавых тонов. Преобладают серохвостки, бурохвостки отсутствуют. Распространение: ленточные сосновые боры по рекам Иртыш и Обь на север до Новосибирска. Акклиматизирован в Крыму и в островных лесах Северного Казахстана; неоднократно выпускалась в сосновых лесах Средней России и Литвы.
- Sciurus vulgaris martensi Matschie, 1901 — западносибирская белка. Зимний мех светлый, палевый со слабой сероватой рябью. Преобладают бурохвостки и чёрнохвостки; краснохвосток около 3 %. Распространение: Центральная Сибирь — от нижнего и среднего Приобья к востоку до Енисея, на юг до Томска и Новосибирска.
- Sciurus vulgaris jenissejensis Ognev, 1935 — енисейская белка. Окраска очень изменчивая. Зимой преобладает голубовато-пепельно-серая с мелкой тёмно-серой рябью, хвост красновато-ржавый, с примесью чёрных тонов. Летний мех от красновато-охристого до чёрно-бурого. Распространение: левобережье Енисея, примерно от линии Красноярск — Иркутск на север до водораздела Енисея и Лены.
- Sciurus vulgaris jactensius Ognev, 1929 — якутская белка. Зимний мех окрашен в интенсивные серые тона. Распространение: горные области между верховьями Лены, Витимом и Алданом, средняя часть Якутии, бассейн верхнего и среднего Анадыря. Видимо, этот подвид заселил Камчатку.
- Sciurus vulgaris anadyrensis Ognev, 1929 — анадырская белка. Отличается от якутской белки большей примесью тусклого, буро-серого оттенка в зимнем мехе. Распространение: Анадырский полуостров.
- Sciurus vulgaris altaicus Serebrennikov, 1928 — алтайская белка. Похожа на енисейскую белку, но окрашена ярче. Летом преобладают чёрные и чёрно-бурые особи. Распространение: горы и предгорья Алтая, Саян и Тарбагатая. Акклиматизирована на Кавказе.
- Sciurus vulgaris kalblensis Selevin, 1934 — калбинская белка. Сходна с телеуткой, но несколько темнее в зимнем меху. Хвост ярко-рыжий, реже бурый. Распространение: сосновые боры южного склона Калбинского хребта (Алтай).
- Sciurus vulgaris fusconigricans Dvigubsky, 1804 — Забайкальская белка. Зимний мех тёмно-серого тона, с серо-чёрной рябью; летом преобладают чёрноспинные или черно-буроспинные зверьки. Распространение: Забайкалье, Северная Монголия.
- Sciurus vulgaris mantchuricus Thomas, 1909 — маньчжурская белка. По окраске близка к забайкальской белке, но в целом светлее. Большинство белок — чёрнохвостки и бурохвостки. Распространение: южное Приморье, Хабаровский край, а также северо-восточный Китай; на севере доходит до 48—49° с. ш.
- Sciurus vulgaris rupestris Thomas, 1907 — сахалинская белка. Близка к маньчжурской белке, но мельче и с более пышным мехом. Преобладают чёрнохвостки. Распространение: Сахалин, Шантарские о-ва, Амурская область, южная часть Хабаровского края.

В целом, у белок, населяющих европейскую часть России и Западную Сибирь, в летнем мехе преобладает рыжая окраска, а у зверьков из Восточной Сибири и с Дальнего Востока — бурая или почти чёрная. Зимой в окраске первых белок преобладают серые и серебристые тона с бурыми оттенками, причём хребет нередко остаётся рыжим (горболысые). У вторых в зимней окраске преобладают тёмно-бурые и тёмно-серые тона.

## Образ жизни и питание
Белка — типичный обитатель лесов. Поскольку основу её питания составляют семена древесных пород, она предпочитает смешанные хвойно-широколиственные леса, которые обеспечивают наилучшие кормовые условия. Любит также зрелые темнохвойные насаждения — кедровники, ельники, пихтачи; за ними следуют лиственничники, заросли кедрового стланика и смешанные сосняки. Кроме того, обитает и в светлохвойных лесах. В горах поднимается до верхней границы лесного пояса (например, в Западных Саянах — до 2250 метров над уровнем моря). На севере, где растёт в основном сосновое и лиственничное редколесья, плотность её поголовья невысока. В Крыму и на Кавказе освоила культурные ландшафты: сады и виноградники.
Образ жизни преимущественно древесный. Белка — живой, подвижный зверёк. Она легко совершает прыжки с дерева на дерево (3—4 м по прямой и 10—15 м по нисходящей кривой), подруливая хвостом. В бесснежный период, а также во время гона значительное время проводит на земле, где перемещается скачками длиной до 1 м. В зимний период перемещается в основном «верхами». При опасности скрывается на деревьях, обычно затаиваясь в кроне. Белка ведёт дневной образ жизни, активна в утренние и вечерние часы, от 60 % до 80 % этого времени проводя в поисках пищи. В разгар зимы покидает гнездо только на время кормёжки, а в сильные морозы и непогоду может подолгу отсиживаться в гнезде, впадая в полудремотное состояние (однако в полноценную зимнюю спячку, в отличие от сусликов, сурков или бурундуков, никогда не впадает). У каждой особи есть свой территориальный участок, его размер у самцов достигает 2 га (в период гона он повышается до 3-4 га), у самок — 1 га. Однако белка — не территориальное животное; индивидуальные участки выражены слабо, у самок они перекрываются.
Несмотря на природную осторожность, белки довольно часто селятся в населенных пунктах, выбирая в качестве мест обитания парки и скверы, с деревьями преимущественно хвойного типа, или с лиственными деревьями с густыми и высокими кронами для защиты от природных врагов. При этом, белки довольно быстро привыкают к соседству с людьми, особенно в тех местах, где люди целенаправленно их подкармливают (развешивают кормушки или оставляют съедобные для белок припасы). Некоторые белки, привыкшие часто видеть людей, перестают опасаться приближения к ним, и даже могут привыкнуть брать еду из рук или садится на руки для кормления.

### Гнездо
Убежища обыкновенная белка устраивает только на деревьях. В лиственных лесах обычно живёт в дуплах, натаскивая туда мягкую подстилку из травы, древесных лишайников, сухих листьев. В хвойных строит шарообразные гнёзда из сухих веток (гайна), которые изнутри выстилает мхом, листьями, травой, шерстью. Диаметр гнезда — 25—30 см; оно располагается в развилке веток или среди густых сучьев на высоте от 7—15 м. Белка также охотно занимает скворечники. Самцы обычно гнёзд не строят, а занимают пустующие гнёзда самок или дроздов, сорок, ворон. Как правило, у каждого зверька несколько гнёзд (до 15), и каждые 2—3 дня белка меняет убежище, очевидно, спасаясь от паразитов. Детёнышей самка переносит в зубах. Зимой в одном гнезде могут зимовать 3—6 белок, хотя обычно это одиночные зверьки.

### Миграции
Большие перекочёвки (миграции) белок упоминаются ещё в древнерусских летописях. Иногда они вызываются засухой и лесными пожарами, но чаще неурожаем основных кормов — семян хвойных деревьев и орехов. Происходят миграции в конце лета и начале осени. Чаще всего белки откочёвывают недалеко — до другого лесного массива; но иногда совершают дальние и длительные переселения — до 250—300 км. Кочующая белка идёт широким фронтом (иногда в 100—300 км) поодиночке, не образуя значительных стай и скоплений, кроме как у естественных препятствий. Во время миграций заходит в лесотундру и тундру, появляется в степных районах, переплывает реки и даже морские заливы, проникает на острова, пересекает голые вершины гор, заходит даже в населённые пункты. При этом зверьки во множестве тонут, гибнут от голода, холода и хищников.
Помимо массовых миграций белке свойственны сезонные кочёвки, связанные с последовательным созреванием кормов и переходом молодняка к самостоятельному образу жизни. Молодняк расселяется в августе—сентябре и в октябре—ноябре, удаляясь порой на 70—350 км от гнездовых стаций. При бескормице сезонные кочёвки могут перейти в миграции. При этом часть взрослых особей остаётся на месте; с привычной пищи они переходят на питание малокалорийными кормами с высоким содержанием клетчатки (почки, лишайники, хвоя, кора молодых побегов). Именно за счёт этой группы происходит затем восстановление местной популяции.

### Питание
Рацион белки очень разнообразен и включает более 130 наименований кормов, среди которых основную массу составляют семена хвойных деревьев: ели, сосны, сибирского кедра, пихты, лиственницы. Большую часть года белка питается семенами из т. н. кислых шишек — шишек, сбитых на землю птицами. В южных районах, где растут дубовые леса с подлеском из лещины, питается желудями и лесными орехами. Кроме того, белка потребляет грибы (особенно олений трюфель), почки и побеги деревьев, ягоды, клубни и корневища, лишайники, травянистые растения. Их доля в рационе заметно возрастает при неурожае основных кормов. Очень часто в бескормицу белка интенсивно объедает цветочные почки ели, нанося урон этим насаждениям. В период размножения не брезгует животными кормами — насекомыми и их личинками, яйцами, птенцами, мелкими позвоночными. После зимовки белка охотно грызёт кости погибших животных, посещает солонцы. Дневное количество пищи зависит от сезона: весной, во время гона белка съедает до 80 грамм в день, зимой — всего 35 грамм.
Интересен тот факт, что шишки, погрызенные белками, легко отличаются от тех, с которыми работали клесты или дятлы. Зверьки обкусывают чешуйки у сердцевины, оставляя от шишек лишь голые стержни с несколькими чешуйками на конце.
На зиму белка делает небольшие запасы желудей, орехов, шишек, натаскивая их в дупла или зарывая среди корней, а также сушит шляпочные грибы, развешивая их на ветках. Правда, о своих складах она быстро забывает и находит их зимой случайно, чем пользуются другие животные — птицы, мелкие грызуны, даже кабан и бурый медведь. Некоторые из беличьих запасов весной прорастают, что способствует процессу лесовозобновления. Вместе с тем, белка сама пользуется запасами других животных (бурундука, кедровки, сойки, мышей), которые легко отыскивает даже под полутораметровым слоем снега.

## Размножение
Белки весьма плодовиты. На большей части ареала приносят 1—2 помёта, в западных и центральных районах в благоприятные годы — до 3. У якутской белки обычно всего 1 выводок в год. Сезон размножения, в зависимости от широты местности, кормовых условий и плотности популяции, начинается в конце января — начале марта и заканчивается в июле—августе. Во время гона возле самки держатся 3—6 самцов, которые демонстрируют агрессию по отношению к конкурентам — громко урчат, бьют лапами по веткам, бегают друг за другом. После спаривания с победителем самка строит выводковое гнездо (иногда 2—3); оно аккуратное и больших размеров.
Беременность длится 35—38 дней, в помёте от 3 до 10 детёнышей (чаще всего 4-6); во втором помёте их количество меньше. Новорождённые бельчата голые и слепые, массой около 8 г. Волосяной покров у них появляется на 14 сутки, прозревают только на 30—32 день. С этого момента начинают выходить из гнезда. Молоком выкармливаются до 40—50 дней. В возрасте 8—10 недель (около 2 месяцев) покидают мать и расселяются по окрестностям. Первыми расселяются наиболее активные самцы. За сутки в поисках нового жилья они могут пройти до 5 км, а за весь период расселения — до 500 км. Вторыми мать покидает вторая группа молодых белок обоего пола, в отличие от направленного расселения первой группы, эта расселяется хаотично, часто возвращаясь на территорию с родным выводковым гнездом. За сутки они проходят не более 1 км, максимум удаляясь от родного гнезда до 70 км. Последними (с возраста 3 месяцев) мать покидает относительно небольшое количество молодых самок, расселяющихся на расстояние не более 100-800 м от гнезда. Половой зрелости белки достигают в 8—12 месяцев. Из детёнышей первого помёта во время летнего гона, вероятно, спаривается лишь часть самок. Вырастив первый помёт, самка несколько откармливается и снова спаривается. Интервал между выводками составляет около 13 недель. В октябре—ноябре беличье поголовье на 2/3, а иногда и на 75—80 % состоит из бельчат-сеголетков.

### Продолжительность жизни
В неволе белки доживают до 10—12 лет, однако в природе белка старше 4 лет уже является старой. Доля таких зверьков при самых благоприятных условиях не превышает 10 %. В районах с интенсивным беличьим промыслом популяция полностью обновляется за 3—4 года. Особенно высока смертность молодняка — 75—85 % бельчат не переживают свою первую зиму.
Врагами белки являются совообразные, ястреб-тетеревятник, лесная куница в Европейской части России, соболь — в азиатской и харза на Дальнем Востоке. На земле их ловят лисы и кошки. Однако существенного влияния на состояние популяций хищники не оказывают. Гораздо сильнее на численность белок воздействует бескормица и эпизоотии. Эпизоотии обычно возникают в конце осени и наиболее развиваются весною. Белки гибнут от кокцидиоза, туляремии, геморрагической септицемии; у них обычны глисты, клещи и блохи.

## Численность
Это обычный, на большей части ареала многочисленный вид. Численность растёт к югу и на восток ареала: если в Московской области плотность населения составляет 20—90 зв./1000 га, то в Восточной Сибири она колеблется в пределах 80—300 зв./1000 га. Зависит она и от места обитания популяции, наибольшей численности достигая в кедровниках — 400—500 зв./1000 га.
Численность белки подвержена сильным колебаниям в зависимости от урожая основных кормов. Если после урожайного года следует настоящий взрыв рождаемости (до 400 %), то после голодных годов она сокращается в десятки раз. Увеличение и сокращение численности обычно наблюдаются через год после урожая или неурожая кормов.
В Великобритании и Ирландии на численность белки обыкновенной сильно повлияла акклиматизация каролинской серой белки (Sciurus carolinensis). Североамериканская белка практически вытеснила аборигенную, в частности потому, что является переносчиком опасного парапоксивируса, не болея сама. На Кавказе завезённая рыжая белка вытеснила из хвойных лесов местную персидскую белку.

## Промысловое значение
Белка является ценным пушным зверем, одним из основных объектов пушного промысла в России. Добывается в основном в таёжной зоне Европейской части, Урала и Сибири. Основная масса белок поступает из Сибири, Якутии и с Дальнего Востока. Особо ценными являются белки азиатской части России с тёмным окрасом, а также светлоокрашенные белки ленточных боров северо-восточного Казахстана. Во времена Советского Союза по количеству заготовок этот зверёк уступал лишь соболю (а в 1950-е годы белка и вовсе занимала лидирующее место по ценности в пушных заготовок), а в 1990-е годы Россия ещё занимала первое место в мире по удельному весу в заготовках и высокому товарному качеству шкурок, но в настоящее время приём шкурок практически свёлся к нулю. В 2009 году на основных российских пушных аукционах она не выставлялась на торги.
В 1950-е годы в СССР беличий мех шёл на детские пальто, большое количество женских меховых изделий (манто, полупальто, жакеты, муфты, пелерины, воротники, шапки, шляпы и т.д.) и меховую отделку женской одежды в частности, подкладку мужских шуб. Ввиду небольшого размера на один только женский жакет шло около 120 шкурок, а на манто — и вовсе 200. Из хвостовых волос изготовляются кисти для живописи.
Поскольку белки прекрасно уживаются с людьми, то они могут разводиться в качестве домашних питомцев.

## В культуре
В культуре у обыкновенной белки, как правило, положительный образ.

### Геральдика
- Герб Лангепаса
- Герб Зеленограда
- Герб Якутска
- Герб села Яренск
- Герб Эккернфёрде, Германия
- Герб Киверцов, Украина

### Нумизматика, бонистика, филателия
В 2023 году Банк России выпустил серию серебряных и золотых монет «Сохраним наш мир».
- Белка на 50 белорусских копейках, 1992, Купюра называется «белочка»
- Почтовая марка СССР, 1959 год